# Cartea junglei (film din 1967)
Cartea junglei (în engleză The Jungle Book) este un film de animație regizat de Wolfgang Reitherman și lansat în anul 1967. Acțiunea se bazează pe povestirea omonimă a scriitorului Rudyard Kipling și inspirat liber din povestirile cu Mowgli, a fost foarte popular, în ciuda (sau poate datorită) libertății pe care și-a luat-o în privința acțiunii și a personajelor.
Este al 19-lea film din seria de filme animate Disney, serie care a început în 1937 o dată cu Albă ca Zăpada și cei șapte pitici, și filmul de animație clasică cu cele mai importante încasări din toate timpurile.
Filmul conține un număr de melodii clasice, inclusiv "The Bare Necessities" ("Strictul Necesar") și "I Wan'na Be Like You" ("Aș vrea să fiu om"). Toate melodiile în afară de "Strictul Necesar " au fost scrise de Richard M. Sherman si Robert B. Sherman. Regizat de Wolfgang Reitherman, acesta a fost ultimul care urmează să fie produs de Walt Disney, care a murit în timpul producției sale. Filmul a incasat peste 73 milioane dolari în Statele Unite, în prima sa lansare, și cât de mult din nou de la două re-versiuni.
Astfel, compania Disney a luat decizia producerii unui sequel, Cartea junglei 2 (engleză The Jungle Book 2), lansat în Statele Unite la 14 februarie 2003. Premiera românească a avut loc la 14 aprilie 2003.

## Prezentare
Cartea Junglei este o genială adaptare după Rudyard Kipling. Mowgli, simpaticul băiețel crescut de lupi se împrietenește cu ursul Baloo și trece prin diferite peripeții care mai de care mai palpitante.

## Povestea
Mowgli este găsit într-un coș de răchită când era  doar un bebeluș de pantera neagră Bagheera. Acesta îl duce de îndată la o familie de lupi care avuseseră de curând pui. Zece ani ani mai târziu, puiul de om încă își petrece viața în junglă. Bagheera și lupii sunt fericiți că-l au prin preajmă, dar știu că acesta într-o bună zi va trebui să se întoarcă la semenii săi, dar Mowgli n-ar visa niciodată să plece de acolo.
Însă într-o noapte, consiliul lupilor se întâlnește auzind că tigrul bengalez Shere Khan s-a întors în acele părți din junglă. Își dau seama că Mowgli trebuie să părăsească haita, pentru că știu că oricine va încerca să-l protejeze pe băiat va muri. Akela, liderul haitei îi dă nefericita veste lui Rama, tatăl lup. Rama nu este chiar de acord, dar atunci pantera Bagheera intervine în discuție și se oferă să-l ducă pe puiul de om într-un sat de oameni. Akela este de acord.
Cei doi pleacă în aceeași noapte, dar Mowgli nu vrea sub nicio formă să meargă în sat, deoarece singura casă pe care o știe este aceasta și de asemenea n-are nicio frică de Shere Khan. Pantera extenuată de ceartă îi spune că n-are avea nicio șansă împotriva lui tigrului. Ca să pună punct discuției îi spune puiului de om să se urce într-un copac din apropiere ca să poată dormi amândoi, crezând că sus vor fi în siguranță față de sol. Bagheera adoarme și-l lăsă pe Mowgli nervos cu gândurile lui. Copacul se dovedește că nu este chiar atât de sigur, când un șarpe își face apariția. Kaa îl hipnotizează pe puiul de om și-l cufundă într-o transă adâncă. Mowgli încearcă să-și strige mentorul pentru ajutor, dar este împiedicat de inelele pitonului. Din fericire, pantera se trezește și-l salvează pe Mowgli. Puiul de om nici arunci nu acceptă că trebuie să meargă în satul oamenilor, dar până la urmă se culcă.
Dimineața următoare,  mowgli este trezit de patrula elefanților,astfel Mowgli se alatura trupei. pe drum mowgli refuza sa mearga in satul oamenilor, dat fiind ca Bagheera cade il iaz si il lasa pe cont propriu. Mowgli suparat se întâlneste cu Baloo care il învața sa devina un urs adevarat. Mowgli si Baloo fac baie pe râu când mowgli este rapit de maimuțe. La templu Regele Luie vrea sa îl traga de limba pe mowgli cum se face focul. Auzind planul lui luie, Baloo se deghizeaza in maimuța si bagheera încearca sa îl prinda pe mowgli. Luie s-a prins ca este un intrus si încearca sa îl prinda. Dar din pacate rupe coloana de la templu si încearca sa o ridice, dar baloo de razbunare încearca sa il gâdile, maimuțele încearca sa îl dea la o parte pe Baloo dar au cauzat sa se rupa celalatl stâlp de susținere,astfel încât templul sa se prabuseasca. Bagheera îl convinge pe Baloo sa il duca pe mowgli in satul oamenilor. dar Mowgli tradat de Baloo fuge. Bagheera si Baloo il cauta pe Mowgli. dupa îl omoara pe sherkan. mowgli se duce in satul oamenilor.

## Dublajul în limba română
- Robert Alexandru - Mowgli (dialog)
- Raul Stănulescu - Mowgli (cântece)
- Alexandru Arșinel - Baloo[7]
- Gheorghe Visu - Bagheera[8]
- Mihai Dinvale - Shere Khan[8]
- Ioan Gyuri Pascu - Regele Louie[9]
- Boris Petroff - Colonel Hathi
- Cristian Șofron - Kaa
- Berti Barbera - Dizzie[8]
- Bogdan Tudor - Buzzie
- Cătălin Răzvan - Flaps
- Răzvan Georgescu - Ziggy
- Cosmin Șofron - Maimuțe
- Mihai Niculescu - Akela
- Bogdan Cotleț - Rama
- Mediana Vlad - Fata